# سازند کند
سازند کند از سازندهای زمین‌شناسی ایران با سن ائوسن در کوه‌های البرز است. نام این سازند از روستای کند بالا در شمال لواسان و شمال شرق تهران گرفته شده است. ضخامت این سازند در برش الگو ۲۵۰ متر و شامل ماسه‌سنگ خاکستری، کنگلومرا و لایه‌های گچ-مارن و سنگ آهک مارنی بدبو می‌باشد. سازند کند در زیر سازند هزار دره و به صورت ناپیوستگی فرسایشی بر روی سازند کرج قرار می‌گیرد. در کنگلومرای قاعده این سازند، تکه‌هایی از سازند کرج قرار می‌گیرد. در کنگلومرای قاعده این سازند، تکه‌هایی از سازند کرج دیده می‌شود و بر روی این سازند لایه‌های قرمز الیگوسن قرار می‌گیرد (معادل سازند قرمز زیرین). رخنمون دیگر این سازند در شرق تهران در منطقه ساران است. در این منطقه ضخامت سازند کند بیشتر است و به ۳۸۰ متر می‌رسد.
سن سازند کند با توجه به گونه‌های نومولیت و آلوئولینای موجود در آن، ائوسن بالایی است. طی دوره ائوسن، با پیشروی دریا رسوب‌گذاری کنگلومراهای سازند فجن آغاز شده و سپس در ائوسن زیرین رسوبات به مارن و آهک تغییر یافته‌اند. در ائوسن میانی فرونشینی تدریجی کف حوضه و ته‌نشست توف‌های آتشفشانی زیردریایی آغاز شده و در ائوسن بالایی رخساره‌های آهکی جای خود را به ماسه‌سنگ و گچ (سازند کند) می‌دهند که نشان‌دهنده پسروی دریا و کولابی‌شدن محیط رسوبی در این زمان است.